# Christos Theofilou
Christos Theofilou (in greco: Χρίστος Θεοφίλου; Limisso, 30 aprile 1980) è un ex calciatore cipriota, di ruolo difensore.

## Carriera

### Club
Ha disputato l'intera carriera a Cipro, per la maggior parte nelle file dell'Apollon Limassol.

### Nazionale
Ha esordito con la nazionale cipriota nel 2005.

## Palmarès

### Club

#### Competizioni nazionali
- Coppa di Cipro: 2

Apollōn Limassol: 2000-2001, 2009-2010
- Campionato cipriota: 1

Apollōn Limassol: 2005-2006
- Supercoppa di Cipro: 1

Apollōn Limassol: 2006